# Dick Wehr
Richard Wade Wehr, detto Dick (Caldwell, 9 dicembre 1925 – Decatur, 1º dicembre 2011), è stato un cestista e allenatore di pallacanestro statunitense, professionista nella BAA.

## Carriera
Venne selezionato dagli Indianapolis Jets nel Draft BAA 1948.